# Nicholas Lash
Nicholas Langrishe Alleyne Lash (* 6. April 1934 in Indien; † 11. Juli 2020) war ein britischer römisch-katholischer Theologe.

## Werdegang
Lash besuchte die Internatsschule der Benediktinerabtei Downside. Nachdem er von 1951 bis 1957 in der britischen Armee bei den Royal Engineers gedient hatte, studierte er Theologie am Oscott College, Birmingham. Nach der Priesterweihe wirkte er fünf Jahre lang als Kaplan in Slough. Im Jahr 1969 wurde er Fellow des St Edmund’s College der Universität von Cambridge. Von 1971 bis 1975 war er Dean des Colleges. Im Jahr 1976 konnte Lash seine Laisierung erreichen und heiraten. Als Nachfolger von Donald Mackinnon und Denys Turner wurde er auf die Norris-Hulse Professur für Theologie an der Universität von Cambridge berufen, die er zwanzig Jahre lang von 1978 bis 1999 bekleidete.
Nicholas Lash war der Autor zahlreicher theologischer Bücher; er schrieb auch Beiträge für The Tablet und Concilium. Bisher wurde keines seiner Bücher ins Deutsche übersetzt.
Lash wurde auch als John-Henry-Newman-Forscher bekannt; 1978 hielt er einen Vortrag auf der Achten Internationalen Newman-Konferenz in Freiburg.

## Familie
Er wurde als Sohn von Joan Mary Moore, einer irischen Katholikin, und dem Brigadier Henry Lash, einem protestantischen britischen Kolonial-Offizier, geboren.
Nicholas Lash war mit Janet Lash verheiratet und hatte mit ihr einen Sohn. Er war der Bruder der Schriftstellerin Jennifer Lash und damit der Onkel der Schauspieler Ralph Fiennes und Joseph Fiennes und der Filmemacherin Sophie Fiennes.

## Werke (Auswahl)
- His presence in the world. A study in eucharistic worship and theology (1968)
- Change in focus. A study of doctrinal change and continuity (1973)
- Newman on development. The search for an explanation in history (1975)
- Voices of authority (1976)
- Theology on Dover beach (1979)
- A Matter of hope. A theologian's reflections on the thought of Karl Marx (1981)
- Theology on the Way to Emmaus (1986)
- Easter in ordinary. Reflections on human experience and the knowledge of God (1988)
- Believing three ways in one God. A reading of the Apostles' Creed (1992)
- The Beginning and the end of ‘religion‘ (1996)
- Holiness, speech and silence. Reflections on the question of God (2004)